# Монти, Феликс
Фе́ликс Мо́нти (исп.  Félix Monti, 1938, Бразилия) — аргентинский кинооператор.

## Биография
Снял несколько короткометражных и документальных лент, музыкальных видеоклипов. С 1985 работал с крупными мастерами аргентинского, испанского и бразильского кино. Выступает как художник по свету в театре, в том числе — оперном и балетном.

## Избранная фильмография
- 1985: Официальная версия / La Historia oficial (Луис Пуэнсо, Серебряный кондор Ассоциации кинокритиков Аргентины)
- 1985: Танго. Изгнание Гарделя / Tangos, el exilio de Gardel (Ф.Соланас, Серебряный кондор Ассоциации кинокритиков Аргентины)
- 1989: Юг / Sur (Ф.Соланас)
- 1989: Старый гринго / Old Gringo (Луис Пуэнсо)
- 1990: Я, наихудшая из всех / Yo, la peor de todas (Мария Луиса Бемберг)
- 1992: Путешествие / El viaje (Ф.Соланас, премия МКФ в Грамаду и Гаване)
- 1992: Чума / La peste (Луис Пуэнсо)
- 1994: Скоро ты станешь тенью / Una sombra ya pronto serás (Эктор Оливера)
- 1997: O Que É Isso, Companheiro?  (Бруну Баррету)
- 2001: Бандиты из Росарио / Rosarigasinos (Родриго Гранде)
- 2002: Убийственное танго / Assassination Tango (Роберт Дюваль)
- 2004: Святая / La Niña santa (Лукресия Мартель)
- 2006: Воскресный свет / Luz de domingo (Хосе Луис Гарси, премия Общества киносценаристов Испании)
- 2008: Кровь мая / Sangre de mayo (Хосе Луис Гарси, премия Общества киносценаристов Испании, номинация на премию Гойя)
- 2009: Тайна в его глазах / El secreto de sus ojos (Хуан Хосе Кампанелья, премия Аргентинской киноакадемии, премия Общества киносценаристов Испании, номинация на премию «Гойя»)
- 2010: El mural (Эктор Оливера)
- 2010: Igualita a mi (Диего Каплан)